# ビクトル・バスケス
ビクトル・バスケス・ソルソナ（Víctor Vázquez Solsona, 1987年1月20日 - ）は、スペイン・カタルーニャ州バルセロナ出身のサッカー選手。ロサンゼルス・ギャラクシー所属。ポジションはミッドフィールダー。

## 経歴
1998年、9歳のときにFCバルセロナの下部組織（アレビンA）に入団し、ジェラール・ピケ、セスク・ファブレガス、リオネル・メッシなどとともにプレーした。2006年にはFCバルセロナBに昇格し、トップ下のポジションで1トップのボージャン・クルキッチとのホットラインを形成したが、チームは不振に陥りテルセーラ・ディビシオン（4部）に降格した。ジョゼップ・グアルディオラ監督が就任した2007-08シーズンは9得点12アシストを記録し、プレーオフを勝ちぬいてセグンダ・ディビシオンB（3部）昇格を果たした。2008年4月12日、アウェイで行われたレクレアティーボ・ウェルバ戦でサンティアゴ・エスケーロと代わってピッチに入り、トップチームデビューを果たした。
2008年夏のプレシーズンはグアルディオラ監督率いるトップチームに帯同し、12月9日にカンプ・ノウで行われたFCシャフタール・ドネツク戦でUEFAチャンピオンズリーグデビューを飾った。2008-09シーズンはルイス・エンリケ監督の下でFCバルセロナBの中心選手として活躍していたが、2009年2月8日のビジャレアルCF B戦にて右膝を負傷し、長期離脱を余儀なくされた。12月21日、クウェートで行われたトップチームのチャリティーマッチで10ヶ月ぶりに復帰を果たし、12月29日の試合にはティアゴ・アルカンタラ、ガイ・アスリン、ジョナタン・ドス・サントスとともにトップチームに招集された。2009-10シーズンのリーグ戦を2位で終え、昇格プレーオフを勝ち抜いてセグンダ・ディビシオン（2部）昇格を決めた。2010年7月、クラブとの契約を1年延長した。2010-11シーズンはFCバルセロナBのキャプテンに就任し、背番号10で登録（トップチームでは29番で登録）された。2010年12月7日、UEFAチャンピオンズリーグのFCルビン・カザン戦でトップチーム初得点を決めた。
2011年5月10日、ベルギーのクラブ・ブルッヘに3年契約で移籍した。2014-15シーズンにはジュピラー・プロ・リーグ年間最優秀選手に選出された。
2016年1月より、リーガMXのクルス・アスルに3年契約で加入することが決定した。
2017年2月20日、トロントFCに移籍した。

## 個人成績

### クラブでの出場記録
2010年12月7日時点
| クラブ        | シーズン | 国内リーグ | 国内リーグ | 国内カップ | 国内カップ | 欧州カップ | 欧州カップ | その他 | その他 | 通算 | 通算 |
| クラブ        | シーズン | 出場       | 得点       | 出場       | 得点       | 出場       | 得点       | 出場   | 得点   | 出場 | 得点 |
| ------------- | -------- | ---------- | ---------- | ---------- | ---------- | ---------- | ---------- | ------ | ------ | ---- | ---- |
| FCバルセロナB | 2006–07  | 29         | 1          | -          | -          | -          | -          | -      | -      | 29   | 1    |
| FCバルセロナB | 2007–08  | 27         | 9          | -          | -          | -          | -          | -      | -      | 27   | 9    |
| FCバルセロナB | 2008–09  | 19         | 0          | -          | -          | -          | -          | -      | -      | 19   | 0    |
| FCバルセロナB | 2009–10  | 18         | 1          | -          | -          | -          | -          | -      | -      | 18   | 1    |
| FCバルセロナB | 2010–11  | 7          | 0          | -          | -          | -          | -          | -      | -      | 7    | 0    |
| FCバルセロナB | 通算     | 100        | 11         | -          | -          | -          | -          | -      | -      | 100  | 11   |
| FCバルセロナ  | 2007–08  | 1          | 0          | 0          | 0          | 0          | 0          | 0      | 0      | 1    | 0    |
| FCバルセロナ  | 2008–09  | 0          | 0          | 0          | 0          | 1          | 0          | 0      | 0      | 1    | 0    |
| FCバルセロナ  | 2009–10  | 0          | 0          | 0          | 0          | 0          | 0          | 0      | 0      | 0    | 0    |
| FCバルセロナ  | 2010–11  | 0          | 0          | 0          | 0          | 1          | 1          | 0      | 0      | 1    | 1    |
| FCバルセロナ  | 通算     | 1          | 0          | 0          | 0          | 2          | 1          | 0      | 0      | 3    | 1    |
| 通算          | 通算     | 101        | 11         | 0          | 0          | 2          | 1          | 0      | 0      | 103  | 12   |

## タイトル

### クラブ
FCバルセロナ
- リーガ・エスパニョーラ : 2008–09
- コパ・デル・レイ : 2008–09
- UEFAチャンピオンズリーグ : 2008–09, 2010–11

クラブ・ブルッヘ
- ベルギー・カップ : 2014–15

トロントFC
- MLSカップ : 2017
- カナディアン・チャンピオンシップ : 2017, 2018
- サポーターズ・シールド : 2017

### 個人
- ジュピラー・プロ・リーグ年間最優秀選手 : 2014-15